# Jewgienij Rajkowski
Jewgienij Nikołajewicz Rajkowski (ros. Евгений Николаевич Райковский; ur. 18 sierpnia 1912 zm. 17 maja 1962) – radziecki reżyser filmów animowanych. Od 1948 roku pracował dla wytwórni Sojuzmultfilm. Od 1951 roku rozpoczął pracę jako reżyser we współpracy z Olgą Chodatajewą.

## Filmografia
1. 1951 — Opowieść z tajgi (Таёжная сказка)
2. 1952 — Sarmiko (Сармико)
3. 1953 — Mężny Pak (Храбрый Пак)
4. 1954 — Opasnaja szałost´ (Опасная шалость)
5. 1956 — Prikluczenija Murziłki (Приключения Мурзилки)
6. 1958 — Piotruś i Czerwony Kapturek (Петя и Красная Шапочка)
7. 1960 — Murziłka na sputnikie (Мурзилка на спутнике)
8. 1962 — Tolko nie siejczas (Только не сейчас)

## Nagrody na festiwalach
- Sarmiko
  - VII Międzynarodowy Festiwal Filmowy w Karlowych Warach (CSRS) – nagroda dla najlepszego filmu animowanego.

- Piotruś i Czerwony Kapturek
  - 1959 – Wszechzwiązkowy Festiwal Filmowy w Kijowie (ZSRR) – Druga nagroda na liście filmów animowanych
  - 1960 – VII Międzynarodowy Festiwal Filmów Animowanych w Annecy (Francja) – Nagroda "Wieniec Laurowy" dla najlepszego filmu dla dzieci.

- Murziłka na sputnikie
  - XII Międzynarodowy Festiwal Filmowy w Karlowych Warach (CSRS) – Pierwsza nagroda dla filmu dla dzieci.